# Karak Izor
Karak Izor is een stad in het dwergenrijk in het spel Warhammer.

## Ligging
Karak Hirn ligt in de Black Mountains en hun aanknopingspunt met de Grey Mountains. Dit gebied wordt the Vaults genoemd. Deze gebergten werden pas laat door de dwergen ontgonnen, na de val van de belangrijke vestigingen in de Worlds Edge Mountains. 

## Betekenis
Karak Hirn wordt door de mensen Copper Mountain (koperberg) genoemd. Deze naam komt doordat The Vaults rijk zijn aan  ijzer, koper,  tin en andere metalen. 

## Inwoners
Doordat de bergen hier vol ertsen zitten, zijn er na de val van de oostelijke burchten veel dwergen naar The Vaults getrokken, waaronder veel dwergen van de Dragonback dwergen. De valleien waar deze dwergen wonen zijn zeer goed afgescheiden van de rest van de wereld. Bijgevolg zijn er dus weinig invasies van Skaven, Orcs of Goblins.